# Witan Sulaeman
Witan Sulaeman, né le 8 octobre 2001 à Palu, est un footballeur international indonésien. Il joue au poste d'ailier à Persija Jakarta.

## Biographie

### En club
Le 17 août 2019, il signe son premier contrat professionnel avec le PSIM Jogjakarta. Il joue son premier match le 22 août contre Persiba Balikpapan. 
En février 2020, il s'est engagé avec les Serbes de Radnik Surdulica pour une durée de trois ans. Il joue son premier match le 14 juin 2020 contre le Radnički Niš. 
Le 1er septembre 2021, il s'engage avec les Polonais de Lechia Gdańsk pour deux saisons. 

### En sélection
Il joue son premier match international le 25 mai 2021 à Dubaï lors d'une rencontre amicale face à l'Afghanistan. Le 11 octobre 2021, il marque son premier but en sélection contre le Taipei en qualification de la Coupe d'Asie des Nations 2023.